# 北区立岩淵小学校
北区立岩淵小学校（きたくりついわぶちしょうがっこう）は、東京都北区岩渕町にある公立小学校。

## 沿革
- 1938年（昭和13年）
  - 1月8日 - 東京市岩淵尋常小学校開校。
  - 1月18日 - 校章制定（梅の花に「岩」を入れる）。
  - 2月7日 - 校舎新築落成式挙行し、この日（2月7日）を開校記念日に制定。
- 1941年（昭和16年）4月1日 - 国民学校令により、東京市岩淵国民学校と改称。
- 1943年（昭和18年）7月1日 - 東京市と東京府が統合した東京都発足（東京都制施行）により、東京都岩淵国民学校と改称。
- 1944年（昭和19年）
  - 4月1日 - 学校給食開始（米飯）。
  - 9月1日 - 戦局の悪化により、群馬県榛名山町に集団疎開。
- 1945年（昭和20年）10月24日 - 終戦により、学童疎開全域復帰。
- 1947年（昭和22年）
  - 4月1日 - 学制改革により、東京都北区岩淵小学校と改称。
  - 9月15日 - 校歌改定（現在の校歌）。
- 1948年（昭和23年）2月7日 - 創立10周年記念式典挙行。
- 1953年（昭和28年）2月7日 - 学校園経営開始。
- 1958年（昭和33年）2月7日 - 創立20周年記念式典挙行。
- 1960年（昭和35年）
  - 7月16日 - プール完成。
  - 10月12日 - 花の栽培・校内美化。
- 1966年（昭和41年）3月3日 - 体育館新築落成式挙行。
- 1970年（昭和45年）7月25日 - 新プール完成。
- 1976年（昭和51年）7月20日 - 校帽の制定（デニム生地）。
- 1981年（昭和56年）10月1日 - 資料館・美術館の完成。
- 1985年（昭和60年）9月1日 - 校庭にアーバンコート完成。
- 1987年（昭和62年）11月7日 - 創立50周年記念式典挙行。
- 1994年（平成6年）
  - 11月25日 - 地域清掃と青空給食の実施。
  - 12月8日 - ランチルーム完成。
- 1997年（平成9年）10月24日 - 創立60周年記念式典挙行。イメージキャラクター『スマイルニコピー』制定。
- 2001年（平成13年）9月13日 - 校庭改修工事完成。
- 2002年（平成14年）4月1日 - 学区域一部再編により、本校・第二岩淵・志茂の3校を2校に統合。
- 2004年（平成16年）4月1日 - 給食業務を民間へ委託。
- 2006年（平成18年）4月1日 - 二学期制実施。
- 2007年（平成19年）11月17日 - 創立70周年記念式典挙行。
- 2011年（平成23年）
  - 2月15日 - 体育館改修工事完成。
  - 3月11日 - 14時46分頃に発生した東日本大震災により、本校に避難所開設。帰宅困難者100名が宿泊した。
  - 3月15日 - プール機械室改修工事完了。
- 2017年（平成29年）10月21日 - 創立80周年記念式典挙行し、記念キャラクター『エイディーくん』制定。
- 2019年（平成31年）4月1日 - 壁面緑化事業（緑のカーテン等）。
- 2020年（令和2年）3月1日 - この日から5月31日まで、コロナ禍により、臨時休校となる。
- 2021年（令和3年）
  - 4月24日 - 全児童に学習用タブレット型PCを配布し、運用開始。
  - 5月10日 - ビオトープの完成。

## 教育目標
- ◯よく考え進んでやりぬく子
- ◯あかるく強くたくましい子
- ◯みんな仲よく助け合う子

## 通学区域
出典
- 岩渕町（1番～22番、25番(22号～24号)）
- 志茂2丁目（49番～64番）
- 志茂5丁目（全域）

## 進学先中学校
出典
公立中学校に進学する場合
- 北区立赤羽岩淵中学校

## 学校周辺
- 学校法人東京明照学園明照幼稚園 - 進級前幼稚園のひとつ
- 北区立志茂五丁目児童遊園
- 新河岸川
- 国道122号
- このほか、中小規模のマンション・アパートや工場も点在する。

## アクセス
- 都営バス「王57」で、岩淵町停留所から学校正門まで、
  - 豊島五丁目団地行のりばから、徒歩約155m・約2～3分。
  - 赤羽駅東口行のりばから、徒歩約365m・約6分。
    - なお、学校正門からの直線距離は約160mほどだが、岩淵町停留所付近に横断歩道が無く、志茂五丁目交差点の横断歩道に廻る必要があるため、大きく遠廻りとなる。
- 東京メトロ南北線赤羽岩淵駅（出口1）から、徒歩約475m・約8分。
- JR東日本東北本線（宇都宮線）・高崎線・湘南新宿ライン・上野東京ライン・埼京線・京浜東北線赤羽駅（東口）より、
  - 上述の都営バス「王57」に乗車し、岩淵町停留所下車後、徒歩。
  - 徒歩約1.2km弱・約18分。